# 孤單一人的異世界攻略
《孤單一人的異世界攻略》是日本作家五示正司所著的輕小說系列，2016年10月起於成為小說家吧上連載，2017年10月改於成為小說家吧旗下成人小說網站「夜曲小說」上繼續連載；2018年1月起經OVERLAP發行實體書，至今出版共12卷。
截至2021年5月，本作系列累積發行超過100萬本。本作於2024年官方X宣布動畫化。網路於9月26日提前播出。

## 角色列表
- 角色譯名皆以東立出版社出版的繁體中文版為準。
- 本作遙的同班同學們名字表示順序為「外號／真實姓名（日語原文）」，在原作中同學們大部分都未公開全名，大多數僅以外號稱呼，僅少數又透露姓氏或部分名字，而全名皆於動畫版官方中給予正式名稱。

### 主要角色
遙（聲：梅田修一朗）
生日：4月2日，血型：AB，身高：171公分，社團：歸宅部，興趣：讀書
本作主角。性格輕浮且孤僻，我行我素，幾乎沒在聽別人把話說完的，且總是不按常理出牌，因此讓周遭的人都對他相當不放心，同時也總是獨來獨往，不會主動與他人有任何交集，甚至在校也從不參加任何社團，不管在異世界還是原來的世界，幾乎沒在記住他人的名字，經常給他人取外號，廚藝高超。與同班同學一起被召喚到異世界，由於比班上其他同學晚穿越異世界，因而沒有從神明那裡拿到「外掛技能」和「職業」，神明也為了補償他而將剩下的技能全數送給他，卻反而出現反效果，例如因擁有「邊緣人」技能而無法跟別人組隊，或是因擁有「一事無成」技能而使等級成長幅度低下等狀況，一開始因擲附加屬性的骰子時投到兩個M（Max），並將全部屬性集中到運氣，因此運氣超標，也因此經常看見「殺必死」的畫面，又或是觸發迷宮不易觸發的陷阱等。
過去曾經歷過喪親之痛。
起初到達奧姆伊時，本打算登記冒險者，卻因等級不足而沒能登記成功（冒險者公會規定要10級才能登記冒險者，當時他只有7級，且未滿20級必須強制組隊），後來因從盜賊手中救出梅莉艾爾而擁有奧姆伊的身份證，也因此得以自由出入奧姆伊。隨後又因拯救了奧姆伊，同時也接連拯救了迪歐瑞爾王國，因而擁有「邊境勇者」和「黑髮軍師」之稱。
小說第二卷中，與安潔莉卡泡澡後發生肉體關係，並因此得到特別技能「性豪」和「絕倫」。（Web劇情，漫畫、動畫和文庫則含糊帶過）。第七卷，獲得妮菲緹莉後，與兩位迷宮皇同時交媾，將性豪、絕倫技能合併進一步昇華為新技能「淫技」，並獲得新稱號「性王」。
作者原本打算將他在與田中的戰鬥中寫死，但因其人氣壓倒性的高而決定改寫劇本並讓遙繼續擔任本作的主角。
班長／栗花落桃華（聲：白石晴香）
生日：3月3日（雛祭），血型：A，身高：168公分，社團：網球社，興趣：尋找遙（有人說她是潛在的跟蹤者）
遙所在的班級的班長，具有領導才能，正義心強，同時也是班上的校花，被遙稱之為「超級班長」，身上常攜帶著哨子。
擁有「掠奪」技能。和遙在小學認識，同時對遙有好感，但有時也會對於遙的脫序行為而感到困擾，經常對其說教。因為對於被遙使役的迷宮皇少女們感到好奇，這也使得她常對遙以及迷宮皇少女之間的關係有著奇妙且複雜的誤解。
在王國內戰前期，在安潔莉卡和同班同學的一起努力下，升級到100級。
安潔莉卡（聲：早見沙織）
生日：5月29日，身高：168公分
外號「甲冑班長」，迷宮皇。實力強勁，原為迷宮深處的一具骨骸，因詛咒而無法死亡。被遙“使役”後而成為其同伴，也因裝備的緣故使其恢復人類的面孔。由於在地下迷宮被困住過久，以致語言能力極度退化，但可用簡單肢體語言，並且努力學習手語和簡單單字。
在小說第二卷與遙一同回到遙專屬的洞窟後，以人類肉體之身與遙坦誠相見並一起泡澡，繼而發生肉體關係，藉此使到遙獲得特別技能「性豪」和「絕倫」（Web劇情，漫畫、動畫和文庫則含糊帶過）。小說第三卷開頭在旅店時被遙同班女性們發現她與遙有關係。
妮菲緹莉
外號「舞孃」，迷宮皇。實力足以匹敵安潔莉卡，曾受到教國操控成為殺戮兵器，因遙的魔導具獲得自由。喜歡吃遙做的料理。同時在舞蹈方面也非常講究。被遙使役後，跟安潔莉卡兩人同時跟遙進行交媾，藉此使遙將原本性豪、絕倫舊技能合併昇華成新技能「淫技」，並獲得新稱號「性王」。
法雷莉亞
外號「眠女」，迷宮皇。妮菲緹莉的摯友，曾經是元教會的起始聖女，被迷宮最底部的黑暗囚禁而陷入長期沉眠。本身雖然是魔法職業，卻特別擅長近身戰。
伊芙蒂亞
外號「拼接女孩」，迷宮皇。曾經是精靈之森的聖女，靈魂是由眾多精靈魂魄拼湊成為一體，被復活後成為略帶和風氣息的東方美女。

### 同班同學
遙班上的同班同學們，起初包含遙在內共有43人（男生23人，女生20人），但自從班級分崩離析後，因田中的背叛而減少，目前班上人數為30人（男生10人，女生20人）。

#### 班長組
由班長帶領的小組，將有怪癖的同學們統領為一個班級的領導們，由於成員們經常出沒在班長身邊而被冠上「副班長」的名號。
副班長A／天女目美櫻（聲：阿部里果）
生日：7月20日，血型：AB，身高：168公分，社團：擊劍同好會，興趣：奇特商品
班長組的成員。班上的冰山美人，當男生們做蠢事時會監督他們。
副班長B／天方天惠（聲：高尾奏音）
生日：11月8日（好胸日），血型：O，身高：169公分，社團：網球社，興趣：聊天
班長組的成員。校內「好人排行」第一名的溫柔系少女，體型豐滿，性格溫柔，但戰鬥風格較激進。擁有「大賢者」職業。
副班長C／一花此花（聲：高橋麻里）
生日：1月22日，血型：A，身高：159公分，社團：田徑社，興趣：拍照片（與朋友用智能手机拍攝）
班長組的成員。綁著雙馬尾，嚮往成熟女性的活潑少女，班上的吉祥物。

#### 辣妹組
由穿著時髦的5名辣妹組成，也是唯一一組與班上女同學們分散的小組，也是第二個與遙會合的小組，因遙對辣妹的偏見，而以「婊子」來稱呼她們，甚至把她們和不良少年組的那幫人相提並論，但事實上她們並非他認為的那樣。
致使阿宅組們被逐出營地的元兇之一，也是第一批被遙「使役」的人，她們曾被遙短暫「使役」，因此她們升級速度比其他同班同學快，自從不良組燒毀營地後曾將責任歸咎於阿宅組身上，後來才感到後悔。
辣妹隊長／島崎若菜（聲：直田姬奈）
生日：9月14日，血型：B，身高：170公分，社團：歸宅部，興趣：一般時尚
辣妹組的隊長。曾當過模特兒，是個時尚達人。被遙稱為「婊子隊長」（因遙對辣妹的偏見而為此稱呼，而動畫版則改稱「辣妹隊長」），本身相當討厭這個稱呼。
辣妹A／劍菱七架（聲：菅野真衣）
生日：12月13日，血型：A，身高：168公分，社團：歸宅部，興趣：檢討其他人的協調性
辣妹組的成員。
辣妹D／琴見月帆（聲：中島由貴）
生日：5月28日，血型：B，身高：170公分，社團：歸宅部，興趣：网上拍卖
辣妹組的成員。

#### 體育生女子組
排球社女A／垪和花音（聲：岩橋由佳）
生日：4月22日，血型：A，身高：181公分，社團：排球社，興趣：娃娃屋
體育生女子組的成員，為班上無腦女四天王之一。
排球社女B／酒酒井理都輝（聲：三川華月）
生日：11月22日，血型：B，身高：181公分，社團：排球社，興趣：和小動物玩耍
體育生女子組的成員，為班上無腦女四天王之一。
新體操社女／香春淨美（聲：倉知玲鳳）
生日：2月26日，血型：B，身高：163公分，社團：新體操社，興趣：沒有（因為她接受過斯巴達艺术体操和芭蕾舞教育）
體育生女子組的成員，為班上無腦女四天王之一。
裸奔女／福貫凪紗（聲：指出毬亞）
生日：8月8日，血型：A，身高：165公分，社團：游泳社，興趣：愛情電影／劇情片
體育生女子組的成員，為班上無腦女四天王之一，游泳奧運培訓的選手。與千佳的關係要好，容易走光。
魚魚女／千波千佳（聲：汐入明日香）
生日：4月6日，血型：O，身高：165公分，社團：游泳社，興趣：摺紙
體育生女子組的成員。自從在異世界被追趕後，不信任遙以外的男性。
盾女／蜜羽美和（聲：古木望）
生日：10月4日，血型：B，身高：165公分，社團：籃球社，興趣：室內植物
體育生女子組的成員。

#### 文化生女子組
圖書委員／姫祭實櫻（聲：寺田晴名）
生日：9月30日，血型：O，身高：168公分，社團：圖書委員會，興趣：收集資訊（不一定是書籍）、對遙的觀察
文化生組的成員，興趣是收集情報。
手藝社女／桐野江彩星（聲：内田愛美）
生日：8月1日，血型：A，身高：161公分，社團：手藝社，興趣：縫紉、編織、參觀雜貨店
文化生組的成員。
料理社女／蓬萊陽菜乃（聲：仲田亞理沙）
生日：10月15日，血型：O，身高：163公分，社團：料理社，興趣：日本料理、洋食、中華料理（中國菜）
文化生組的成員。

#### 阿宅組
由4名宅男們組成的小組，穿越異世界後成為班上最強的一支隊伍，同時也是第一個與遙會合的小組。曾因向班長報告不良少年組的動向導致不良少年組的行動失敗同時還封印了不良少年組的「魅惑」和「傀儡」使之轉而當場燒毀營地，致使被迫離開同學身邊，同時還要躲避不良少年組的追殺。
阿宅A／小田達也（聲：夏目響平）
生日：2月9日，血型：B，身高：170公分，社團：歸宅部，興趣：動漫、漫畫、輕小說、武器迷
阿宅組的隊長。擁有「魔導師」職業。戴著眼鏡。曾在王國內戰期間被遙指派去私掠商國船隻，後因目睹商國的人襲擊獸人的村莊感到憤怒，並且消滅掉襲擊獸人村莊的商國人士，救出被襲擊的獸人們，同時率領班上的男同學們襲擊商國的港口。
阿宅B／織田柊磨（聲：市川太一）
生日：8月23日，血型：A，身高：175公分，社團：歸宅部，興趣：動漫、漫畫、輕小說、軍事宅男
阿宅組的成員。擁有「聖職者」職業。
阿宅C／越田昴流（聲：岡野友佑）
生日：5月21日，血型：A，身高：175公分，社團：歸宅部，興趣：動漫、漫畫、輕小說、歷史／兵法策略
阿宅組的成員。擁有「守護者」職業。
阿宅D／秋秋原萬尋（聲：德留慎乃佑）
生日：7月12日，血型：B，身高：160公分，社團：歸宅部，興趣：動漫、漫畫、輕小說、有毒物質／陷阱宅
阿宅組的成員。擁有「忍者」職業。

#### 體育生男子組
由5名全國頂級水平的男性體育生組成。
肌肉笨蛋A／柿崎晴臣（聲：峯田大夢）
生日：11月29日，血型：O，身高：180公分，社團：籃球社，興趣：動物園
體育生小組的隊長。頭腦簡單四肢發達，同時正義心強。繼阿宅組們離開後，因對班長的不信任而離開營地。在與不良少年組交戰時被田中打到重傷，也和組員們親眼目睹不良少年組的滅團，在瀕死之際被遙所救。
肌肉笨蛋B／八色伽耶斗（聲：濱健人）
生日：11月11日，血型：O，身高：179公分，社團：足球社，興趣：三溫暖
體育生小組的成員，喜歡桑拿。
肌肉笨蛋C／夏秋黑鋼（聲：石谷春貴）
生日：3月21日，血型：A，身高：190公分，社團：田徑社，興趣：參觀拉麵店
體育生小組的成員，皮膚黝黑，喜歡吃拉麵。
肌肉笨蛋E／詩羽波晴哉（聲：岩村圭佑）
生日：5月4日，血型：B，身高：180公分，社團：柔道社，興趣：釣魚
體育生小組的成員，喜歡釣魚。

#### 不良少年組
由6名位品性敗壞的男同學組成，他們在田中的慫恿下，打算企圖透過「魅惑」和「傀儡」來對班上的女同學動歪腦筋，因為被班長和阿宅們抓包而事跡敗露，因而被逐出營地，臨走前還趁隙燒毀營地。他們被遙評價為比校長的演講還糟糕。最後全員被田中所殺。
不良少年A／勝山獅央（聲：山口智廣）
生日：4月27日，血型：A，身高：185公分，社團：歸宅部（前跆拳道社），興趣：恐嚇
不良少年組的領袖。性格相當惡劣。受田中的慫恿而與下屬一起學習應用「魅惑」和「傀儡」，計畫魅惑女生，但因計畫洩漏被班長得知，再加上阿宅們封印了他們的「魅惑」和「傀儡」，導致自己和不良少年組的下屬們一起被逐出營地，事後便燒毀了營地。後來在企圖襲擊女生們的途中被體育生們阻止，在準備展開攻擊時，被田中所殺。
不良少年B／劍台綺星（聲：今井文也）
生日：12月2日，血型：O，身高：178公分，社團：歸宅部（前拳擊社），興趣：電子遊樂場
不良少年組的成員，被田中所殺。
不良少年C／池坊櫻史郎（聲：松岡洋平）
生日：10月7日，血型：B，身高：178公分，社團：歸宅部，興趣：SNS
不良少年組的成員，被田中所殺。
不良少年F／沼原雄大（聲：酒井廣大）
生日：8月10日，血型：O，身高：180公分，社團：歸宅部，興趣：科技舞曲、俱樂部、飛鏢
不良少年組的成員，被田中所殺。

#### 其他同學
田中（聲：葉山翔太）
生日：2月8日（數學家约翰·冯诺伊曼逝世日期），血型：AB，身高：171公分，社團：國際象棋社，興趣：蒐集邪教知識（催眠、洗腦等）
班上的數學天才，是目前唯一一個被遙以名字直呼的同學(同時遙也經常叫錯其名)。造成班上同學分崩離析的元兇，在穿越前在學園的生活非常不愉快，不僅無法專心學習，同時還被不良少年們要求幫他們寫作業，因此渴望脫離那水深火熱的學園生活。
自從穿越後得到了許多外掛技能，性格變得更加扭曲，曾使用「精神操作」技能利用不良少年組來製造班上的對立，同時接近不良少年組並假裝擔任他們的軍師。
私下透過「模仿」來複製他人的能力，隨後殺死並能夠使用包括不良少年組在內的十二名男同學的技能，更打算企圖對持有「掠奪」的班長下手。因背叛了同班同學，被遙發現「模仿」他人的技能使用次數限制而擊敗並以「虛實」當場處決，為遙唯一殺死的同班同學。

### 迪歐瑞爾王國
故事開始的舞台，位於大陸東部。該國流通貨幣為「埃勒」，同時該國嚴禁奴隸買賣，雖然在第二王子庫札琉斯維里奪權期間曾短暫廢除此禁令，但在國王迪亞爾賽茲康復後重新恢復禁令。

#### 王族
迪亞爾賽茲·蒂·迪歐瑞爾
現任迪歐瑞爾王國的國王。個性與遙一樣輕浮的老人，對於遙對自己無理的舉動滿不在意，但與兩名兒子相反，是一個賢能的統治者，且深受百姓的愛戴。因被次子庫札琉斯維里下毒而一度臥病在床，之後被遙提供的藥所救。深知兩名兒子的本性，因此屬意自己的女兒夏莉賽蕾絲繼承自己的王位。
穆斯吉克斯·蒂·迪歐瑞爾
迪亞爾賽茲的弟弟，夏莉賽蕾絲的叔父。與教會的關係惡劣。兄長被第二王子下毒臥病在床時成了代理國王，隨後被第二王子發動政變推翻並流亡至奧姆伊。雖然愚蠢，卻仍有為國犧牲的情操。深知自己的能力不足而自願服侍兄長，希望能成為兄長方便的工具。曾企圖犧牲遙而換取王國一時的安寧，卻反被古瓦迪嘲笑其愚蠢。
夏莉賽蕾絲·蒂·迪歐瑞爾
外號「公主女」。迪歐瑞爾王國的公主兼王國近衛師團的團長。個性魯莽、耿直。與兩名哥哥相反，深受軍隊與國民的愛戴。在父王迪亞爾賽茲病危期間，曾對於強制徵收奧姆伊物資的命令持反對意見，曾試圖向國王進諫，卻反被中樞貴族們以國王病危為由擋下。自從假迷宮事件後，“半裸抬轎”成為她的心理陰影。後來在遙和同班同學的相助下找回自信，同時對遙抱有恩情，並且融入班上女生團體之中。在兩名哥哥先後被剝奪繼承權後成為王位唯一繼承人。
古瓦迪·蒂·迪歐瑞爾
迪歐瑞爾王國的第一王子兼王國第三師團的團長，夏莉賽蕾絲和庫札琉斯維里的哥哥。個性貪婪無恥。由於身材肥胖，被遙蔑稱為「豬」。與教國勾結，與中樞貴族們計畫強制徵收奧姆伊的全部物資。王國內戰期間在試圖侵略奧姆伊時中了遙的計謀全軍陷入沼澤動彈不得而被俘。國王康復後被剝奪繼承權和第三師團的指揮權，並且被囚禁在城中的牢獄。
庫札琉斯維里·蒂·迪歐瑞爾
迪歐瑞爾王國的第二王子，古瓦迪的弟弟、夏莉賽蕾絲的哥哥。個性卑劣，被遙蔑稱為「猴子」。與商國勾結意圖把販賣奴隸合法化，同時私下對父王下毒，並對外宣稱其病危，而且他趁古瓦迪攻打奧姆伊時利用代理國王穆斯吉克斯與教會之間的矛盾來發動政變將其逐出王都，並藉此控制整個王都並把持國政，同時對王都內部施行封城。最後其陰謀被遙破壞，同時聲望也完全一落千丈。國王康復後被剝奪繼承權。

#### 王都居民
瑟蕾絲
外號「女僕女」。夏莉賽蕾絲的專屬女僕，也是其替身，對王女夏莉賽蕾絲非常仰慕，並且對其忠心耿耿，對於遙曾害王女半裸的事情耿耿於懷。
特里賽路
迪歐瑞爾王國第二師團團長，國王派大臣，爵位為男爵。一開始為了買蘑菇以救治國王而造訪王都對面的禮品店時意外與遙和夏莉賽蕾絲會合，同時告知庫札琉斯維里與商國勾結的資訊，並在庫札琉斯維里奪權期間擔任王都內的內應，告知遙和王女夏莉賽蕾絲王都內的狀況。

#### 奧姆伊
位於迪歐瑞爾王國邊境的城鎮，位子靠近魔物森林。由於城鎮的規定，必須擁有通行證才能離開城鎮，通常外來者通常會藉由登記冒險者身分的管道以獲取通行證出入城鎮，但因等級不足而無法登記冒險者的遙是特例。一開始是個很貧窮的都市，但因遙和同班同學們的到來而逐漸發展起來。在奧姆伊通往王都的路上隔著那洛基領，由於長期遭那洛基壟斷，因此與那洛基領長期交惡。自從魔像事件後與那洛基領之間的路上設有偽迷宮，該迷宮由魔像改造而成，目的主要堤防那洛基、王都或其他領地的領主對奧姆伊發動侵略而設計，同時由遙和班上的男同學們一起設計，且迷宮內設有與正規迷宮相仿的各式各樣陷阱，一旦落入陷阱的人將被引導回入口，同時也設有不容易觸發的隱藏陷阱，夏莉賽蕾絲曾因誤觸了隱藏的黏液陷阱而一度半裸，該迷宮後來因教國的偷襲而遭到摧毀。
梅洛托薩姆·希姆·奧姆伊（聲：星野貴紀）
奧姆伊的領主，爵位為邊境伯爵，稱號為「邊境王」、「軍神」，而遙習慣以「梅莉爸爸」稱之。國王迪亞爾賽茲的好友。為人正直，擅長劍術，且至今未嘗一敗。
姆莉穆爾·希姆·奧姆伊
梅洛托薩姆之妻，梅莉艾爾的母親。前任姬騎士。稱號為「暴虐」。
梅莉艾爾·希姆·奧姆伊（聲：大西亞玖璃）
生日：5月2日，身高：169公分
奧姆伊邊境伯爵千金，梅洛托薩姆與姆莉穆爾之女，擁有「邊境的公主」之稱。被遙稱為「梅莉梅莉」。曾在那洛基領主僱用盜賊綁架她時因被遙所救而對其有所好感。性格天然且愛哭，當初對於自家領地貧窮之事相當自悲。
跟蹤女
希諾一族的族長之女，家族從事調查與偵查。擁有「絕對隱形」之稱。原本是那洛基派往奧姆伊的密探，後來背叛了那洛基領主，在即將被那洛基領主殺害時被遙所救。自從魔像事件後揭發了那洛基領主的罪行並投靠奧姆伊，雖為密探，但容易被甜點誘惑。
卡特庫（聲：山口翔平）
生日：8月46日，身高：185公分
遙和同班同學們接觸的第一批異世界居民之一，奧姆伊冒險者，曾在遭魔物圍困時被遙所救。
歐夫塔（聲：伊丸岡篤）
生日：5月23日，身高：191公分
遙和同班同學們接觸的第一批異世界居民之一，奧姆伊冒險者，曾在遭魔物圍困時被遙所救。
公會長（聲：稻田徹）
生日：7月1日，身高：200公分
奧姆伊冒險者公會的會長，表面看起來兇惡且嚴厲，實際上為人親切。小說中向遙感謝他拯救了卡特庫及歐夫塔一行冒險者時，自我介紹為「奧姆伊冒險者公會的公會長哈基斯」。
武器商（聲：うさみ 航）
在奧姆伊販賣武器的旅行商人，來自精靈國，表面上看似可疑，但賣的武器及道具品質絕佳，曾因為遙在他的店買東西時一直從早拖到晚，一直不放他下班，再加上他未結帳就把七個加起來一共1000萬埃勒道具複合了（當時的搖身上只有800萬埃勒，在卡特庫和班長的幫助下才勉強殺價到800萬埃勒），因此對其印象不是很好，曾提供遙關於「費洛蒙戒指」的資訊。

### 商業聯盟
簡稱「商國」，由商人們成立的金權政體，起初只是個商業組織，因隨著生意的不斷擴張而發展成為一個國家體系，並且與其他國家之間擁有國家層級的貿易往來，其中也包括獸人奴隸的買賣。在迪歐瑞爾王國內戰期間支持二王子和其派系，並打算透過二王子當上國王來使奴隸買賣在迪歐瑞爾王國合法化。但隨著男同學們襲擊商國港口，再加上維茲姆雷古·傑洛的叛逃而導致商國損失慘重，戰後也因瀕臨破產危機而邁向崩潰。
維茲姆雷古·傑洛
精靈族男性，原商國七劍的魔劍士，擁有「商國最強超越者」的名號，有一個體弱多病的妹妹，因妹妹被商國狹持而被迫聽命於商國，隨著遙救出自己的妹妹而得以脫離商國控制，並擔任迪歐瑞爾王國的王宮護衛。
伊蕾莉亞
外號「精靈妹」。精靈族女性，維茲姆雷古·傑洛的妹妹，原為被商國狹持的人質，且患有重病，後來被安潔莉卡救出而得以脫離商國的監控，同時也被遙以邊境出產的蘑菇救治。

### 迪利鮑爾商會
艾琉絲·迪利鮑爾
迪利鮑爾商會的會長。
哈爾斯
艾琉絲的副手，擁有「死神」之稱，文武雙全的商人，曾被商國試圖挖角，但被其拒絕。

### 阿留卡國
俗稱「教國」，是由教會統治的神權國家，表面上是教會信仰的核心地，事實上該國為帝國的傀儡政權。該國王族沒有實權，而實質統治者為教皇。曾在迪歐瑞爾王國內戰期間支持大王子和其派系，但在計劃失敗後企圖製造人工魔物大暴走以藉由迷宮魔物來顛覆迪歐瑞爾王國。
亞莉安娜·安·阿留卡
外號「修女」。教國公主兼教會修女，隸屬於與「主流派閥」對立的派閥。起初由於因主流派閥視為危險因子，被勒令禁止攜帶武器，甚至連迷宮戰鬥的經驗都沒有，起初對於迷宮戰鬥相當抗拒，自從被遙塞進鐵球丟一百次後，便完全變成殺戮機器，且戰力翻倍。
蕾緹西亞
外號「保母騎士」，教國女騎士，孤兒出身。
賓比札爾
教國的前教皇，擁有「大賢者」頭銜，實際上是帝國扶植的傀儡，為「主流派閥」的領袖，透過出賣別人獲得教皇之位。在迪歐瑞爾王國內戰期間支持大王子古瓦迪，企圖扶植古瓦迪作傀儡國王。在大王子被捕後指使部下製造人工魔物大暴走企圖借此推翻迪歐瑞爾王國，卻因為遙的介入而失敗。後被攻入大聖堂的遙毆打和脫光衣服，事後被剝奪教皇之位，其所屬的「主流派閥」成員也被新教皇斯特卡特爾肅清。
加沙庫斯
教導騎士團長，隸屬於與「主流派閥」對立的派閥，性格好戰，同時相當重視同僚們的安危，非常瞧不起教皇賓比札爾和其派閥，認為他們盡是些「瘋子」。
斯特卡特爾
教國的新任教皇，在前教皇賓比札爾被遙推翻後繼任教皇之位。上任後對教國上層進行大清洗，肅清以賓比札爾為首的「主流派閥」成員，並撤回教國對迪歐瑞爾王國的壓力。

### 獸人國
由獸人成立的國家，崇尚等級至上。
瓦克瓦庫·賈美聯
獸人國的國王，獅獸人族，為等級至上主義者，曾一度瞧不起等級過低的遙。
莎夏
兔獸人族，外號「兔娘姐姐」，涅夏的雙胞胎姐姐，曾被阿宅們所救，為救出妹妹而潛入教國。
涅夏
狼獸人族，外號「狼娘妹妹」，莎夏的雙胞胎妹妹，被奴隸獵人綁到教國，後為遙和所救。

### 其他角色
神
將遙班上的同班同學們召喚至異世界的老人。在召喚搖和班上同學之前曾召喚30人到異世界。
由於遙比其他42名同學晚召喚異世界，再加上技能的挑選採搶先制，因而使遙沒能得到想要的外掛技能，為此為了補償遙，因而將所有剩下的技能都全數送給遙。

## 出版書籍

### 輕小說
| 卷數 | OVERLAP | OVERLAP        | OVERLAP                | 東立出版社                   | 東立出版社     | 東立出版社             |
| 卷數 | 副標題  | 發售日期       | ISBN                   | 副標題                       | 發售日期       | ISBN/EAN               |
| ---- | ------- | -------------- | ---------------------- | ---------------------------- | -------------- | ---------------------- |
| 1    |         | 2018年1月25日  | ISBN 978-4-86554-302-5 | 外掛技能已完售               | 2020年2月24日  | EAN 471-060-104-173-4  |
| 2    |         | 2018年6月25日  | ISBN 978-4-86554-362-9 | 最強迷宮皇也是邊緣人         | 2020年9月10日  | EAN 471-060-104-301-1  |
| 3    |         | 2020年2月25日  | ISBN 978-4-86554-478-7 | 拯救哭泣少女的轉移魔法       | 2020年12月28日 | EAN 471-060-104-412-4  |
| 4    |         | 2020年5月25日  | ISBN 978-4-86554-661-3 | 公主啊，在假迷宮中凋落吧     | 2021年4月15日  | ISBN 978-957-266-730-9 |
| 5    |         | 2020年10月25日 | ISBN 978-4-86554-761-0 | 超越者、死神、自稱最弱       | 2021年7月23日  | ISBN 978-957-267-222-8 |
| 6    |         | 2021年1月25日  | ISBN 978-4-86554-824-2 | 名產店孤兒院分店的王都收復戰 | 2021年11月8日  | ISBN 978-957-267-718-6 |
| 7    |         | 2021年5月25日  | ISBN 978-4-86554-910-2 | 於是舞娘自黃泉歸來           | 2022年1月24日  | ISBN 978-957-268-234-0 |
| 8    |         | 2021年10月25日 | ISBN 978-4-8240-0001-9 | 青嵐的邊境假期               | 2022年6月30日  | ISBN 978-957-269-421-3 |
| 9    |         | 2022年3月25日  | ISBN 978-4-8240-0130-6 | 聖潔修女的一擊一殺           | 2022年9月26日  | ISBN 978-626-718-657-2 |
| 10   |         | 2022年8月25日  | ISBN 978-4-8240-0270-9 | 等級至上主義的野獸們         | 2022年12月29日 | ISBN 978-626-347-656-1 |
| 11   |         | 2023年2月25日  | ISBN 978-4-8240-0414-7 | 那名神父，與神為敵           | 2023年7月13日  | ISBN 978-626-372-175-3 |
| 12   |         | 2023年6月25日  | ISBN 978-4-8240-0501-4 | 沉睡聖女的反轉巴別塔         | 2023年12月21日 | ISBN 978-626-372-655-0 |
| 13   |         | 2024年1月25日  | ISBN 978-4-8240-0712-4 | 自稱最弱，重啟最弱           | 2024年11月14日 | ISBN 978-626-021-484-5 |
| 14   |         | 2024年4月25日  | ISBN 978-4-8240-0796-4 | 獻給無盡星辰的安魂曲         | 2025年5月5日   | ISBN 978-626-023-305-1 |
| 15   |         | 2024年10月25日 | ISBN 978-4-8240-0971-5 |                              |                |                        |
| 16   |         | 2025年4月25日  | ISBN 978-4-8240-1151-0 |                              |                |                        |

### 漫畫
| 卷數 | OVERLAP        | OVERLAP                | 東立出版社    | 東立出版社             |
| 卷數 | 發售日期       | ISBN                   | 發售日期      | ISBN                   |
| ---- | -------------- | ---------------------- | ------------- | ---------------------- |
| 1    | 2019年9月25日  | ISBN 978-4-86554-550-0 | 2020年7月24日 | ISBN 978-957-26-4950-3 |
| 2    | 2020年2月25日  | ISBN 978-4-86554-617-0 | 2021年9月24日 | ISBN 978-957-26-4951-0 |
| 3    | 2020年5月25日  | ISBN 978-4-86554-670-5 |               |                        |
| 4    | 2020年7月25日  | ISBN 978-4-86554-709-2 |               |                        |
| 5    | 2020年10月25日 | ISBN 978-4-86554-773-3 |               |                        |
| 6    | 2021年1月25日  | ISBN 978-4-86554-837-2 |               |                        |
| 7    | 2021年5月25日  | ISBN 978-4-86554-924-9 |               |                        |
| 8    | 2021年8月25日  | ISBN 978-4-86554-991-1 |               |                        |
| 9    | 2021年10月25日 | ISBN 978-4-8240-0035-4 |               |                        |
| 10   | 2022年1月25日  | ISBN 978-4-8240-0099-6 |               |                        |
| 11   | 2022年3月25日  | ISBN 978-4-8240-0143-6 |               |                        |
| 12   | 2022年5月25日  | ISBN 978-4-8240-0202-0 |               |                        |
| 13   | 2022年8月25日  | ISBN 978-4-8240-0284-6 |               |                        |
| 14   | 2022年11月25日 | ISBN 978-4-8240-0348-5 |               |                        |
| 15   | 2023年2月25日  | ISBN 978-4-8240-0429-1 |               |                        |
| 16   | 2023年6月25日  | ISBN 978-4-8240-0540-3 |               |                        |
| 17   | 2023年8月25日  | ISBN 978-4-8240-0596-0 |               |                        |
| 18   | 2024年1月25日  | ISBN 978-4-8240-0724-7 |               |                        |
| 19   | 2024年4月25日  | ISBN 978-4-8240-0814-5 |               |                        |
| 20   | 2024年9月25日  | ISBN 978-4-8240-0958-6 |               |                        |
| 21   | 2024年10月25日 | ISBN 978-4-8240-0989-0 |               |                        |
| 22   | 2024年11月25日 | ISBN 978-4-8240-1006-3 |               |                        |
| 23   | 2025年2月25日  | ISBN 978-4-8240-1103-9 |               |                        |
| 24   | 2025年6月25日  | ISBN 978-4-8240-1237-1 |               |                        |

## 電視動畫

### 主題曲
片頭曲

演唱：吉乃，作詞、編曲：，作曲：岩見陸
片尾曲

演唱：鯨木，作詞：hotaru，作曲、編曲：eba

### 各話列表
| 話數 | 標題               | 劇本     | 分鏡              | 演出       | 作畫監督 | 總作畫監督                             | 首播日期       |
| ---- | ------------------ | -------- | ----------------- | ---------- | --- | -------------------------------------- | -------------- |
| #1   | 邊緣人與爛技能     | 猪原健太 | 鹿住朗生          | 貴田祐太   | 久保沙也香 酒井KEI 鷲田敏弥 齊藤千比呂 山根蒼 紺野美澄                                                                              | LAZZ                                   | 2024年 10月4日 |
| #2   | 重逢               | 猪原健太 | 鹿住朗生          | 中村近世   | 久保沙也香 金田榮二 和田惠子 | LAZZ 紺野美澄 山根蒼                   | 10月11日       |
| #3   | 和女孩子們一起生活 | 猪原健太 | 鹿住朗生          | 薮内悠     | 鷲田敏弥 山根蒼 紺野美澄 愼亨祐 竹之內裕紀                                                                                          | LAZZ                                   | 10月18日       |
| #4   | 以城鎮為目標       | 猪原健太 | 鹿住朗生          | 康村諒     | 金澤龍 高菜 山根蒼 川島勝 久保沙也香 安達佑 LAZZ                                                                                    | 紺野美澄                               | 10月25日       |
| #5   | 城鎮生活           | 猪原健太 | 小林一三          | 小野田雄亮 | 趙殷卿 鄭英姬 高菜 山根蒼 高宮紗於里 安達佑 魏旭龍                                                                                  | LAZZ                                   | 11月1日        |
| #6   | 再次變回邊緣人     | 猪原健太 | 中村近世 鹿住朗生 | 中村近世   | 金田榮二 竹之內裕紀 高菜 村壱雀 安達佑 山口圭子 Nguyen ThiLan Ngoc Phung Yen Phuong Ngo Manh Long                                   | 山根蒼 LAZZ 鷲田敏弥 菊地華子          | 11月8日        |
| #7   | 遙與兜帽男         | 尾崎悟史 | 所俊克            | 貴田祐太   | Nguyen ThiLan Ngoc Ngo Manh Long PhungYen Phuong 鄭英姬 趙殷卿 安達佑 高菜                                                          | 慎亨祐 黑宮紗於里 LAZZ 紺野美澄 山根蒼 | 11月15日       |
| #8   | 迷宮探索           | 猪原健太 | 加藤洋人          | 加藤洋人   | 高菜 山口圭子 川島勝 趙殷卿 鄭英姬                                                                                                  | LAZZ 紺野美澄                          | 11月22日       |
| #9   | 邊緣人與迷宫皇     | 猪原健太 | 加藤洋人          | 加藤洋人   | 岩崎隼人 高菜 久保沙也香 Nguyen Thi Lan Ngoc Phung Yen Phuong Ngo Manh Long 慎亨祐                                                  | 黑宮沙於里 紺野美澄 山根蒼 LAZZ        | 11月29日       |
| #10  | 大襲擊             | 尾崎悟史 | 龜井隆            | 小野田雄亮 | 金田榮二 高菜 久保沙也香 慎亨祐 鄭英姬 阪本麻衣 山口圭子 安達佑 Nguyen Thi Lan Ngoc Phung Yen Phuong Ngo Manh Long                  | LAZZ 紺野美澄 山根蒼                   | 12月6日        |
| #11  | 離開迷宮           | 豬原健太 | 鹿住朗生          | 薮内悠     | 金田榮二 池田香織 竹之內裕紀 高菜 安達佑 山口圭子 朝日 久保紗也香 京江ANI 宋世賢 Nguyen Thi Lan Ngoc Phung Yen Phuong Ngo Manh Long | LAZZ 紺野美澄                          | 12月13日       |
| #12  | 邊緣人與邊緣人     | 豬原健太 | 鹿住朗生          | 江尻隆秀   | LAZZ 紺野美澄 山根蒼 慎亨佑 山口圭子 朝日                                                                                           | 黑宮紗於里                             | 12月20日       |

### BD
| 卷數 | 發售日期       | 收錄話數       | 規格編號   |
| ---- | -------------- | -------------- | ---------- |
| 1    | 2024年12月18日 | 第1話 - 第4話  | PCXP-51151 |
| 2    | 2025年1月22日  | 第5話 - 第8話  | PCXP-51152 |
| 3    | 2025年2月26日  | 第9話 - 第12話 | PCXP-51153 |

## 外部連結
- 小說官方網站（成為小說家吧）（日語）
- 小說官方網站（夜曲小說）（日語）
- 小說官方網站（OVERLAP）（日語）
- 漫畫官方網站（日語）
- 動畫官方網站（日語）
- 電視動畫的X（前Twitter）（日語）
- 電視動畫的Instagram帳戶（日語）